# Лівобережний міст
Лівобережний міст — міст через Дніпро в місті Кам'янське.
Загальна довжина Лівобережного мостового переходу у Кам'янському становить 13,5 км, має 4 прольоти — власне мости: над судноплавним і несудноплавним руслом Дніпра, над залізницею та Єлізаветівською трасою. Побудований у 1996 році для розвантаження транзитного транспортного сполучення з Полтавським напрямком та сполученням центру Кам'янського з лівобережним житловим масивом, де мешкають понад 80 тис. містян. До цього рух цього напрямку здійснювався через греблю Середньодніпровської ГЕС. Міст також мав стати частиною лінії швидкісного трамваю, але через економічну кризу лінію так і недобудували (спорудили лише підземні переходи з платформами).